# Port lotniczy Chiclayo-Capitan FAP Jose A. Quinones Gonzales
Port lotniczy Chiclayo-Capitán FAP José A. Quiñones Gonzales – międzynarodowy port lotniczy zlokalizowany w peruwiańskim mieście Chiclayo.

## Linie lotnicze i połączenia
- LAN Airlines
  - LAN Perú (Lima, Tumbes)
- LC Busre (Tarapoto) [planowane]